# سعد صالح جبر
سعد صالح جبر، سياسي عراقي. وهو ابن السياسي العراقي الراحل ورئيس الوزراء الأسبق صالح جبر، هو الابن الوحيد من الذكور لوالده صالح جبر من أمه جميلة شهاب العساف من الفلوجة في محافظة الأنبار، مثلما لسعد ابن وحيد هو صالح من زوجته الأمريكية التي انفصل عنها. علما أن صالح جبر قد سمى ابنه سعدا تيمنا بصديقه الشاعر سعد صالح جريو.

## النشاط السياسي
شارك في مؤتمرات المعارضة العراقية ضد نظام حزب البعث في العراق مثل مؤتمر المعارضة العراقية في فيينا عام 1992 وكان ضمن أعضاء اللجنة التنفيذية التي اختارها المؤتمر ومؤتمر المعارضة العراقية في لندن عام 2002 والذي اختير فيه ضمن لجنة المتابعة والتنسيق.
أسس في فترة التسعينات «المجلس العراقي الحر» الذي شارك فيه سياسيون من العراقية المعارضة وانتخب أميناً عاماً له، وأتبع ذلك بإصدار جريدة «العراق الحر» التي بقيت تصدر لعدة سنين وتوقفت مطلع الألفية الثالثة بعد نفاد أمواله.
عاد إلى العراق من منفاه البريطاني في ربيع 2004، وفي العام ذاته، انتقد المرجع السيستاني ووصفه بالأجنبي وفضل أن يحكم العراق الأمير الأردني الحسن بن طلال بصفة ملك.
شغل منصب عضو في الجمعية الوطنية الانتقالية المؤقتة عامي 2004 و2005.